# Hans Heyer
 Hans Heyer  va ser un pilot de curses automobilístiques alemany que va arribar a disputar curses de Fórmula 1.
Va néixer el 16 de març del 1943 a Mönchengladbach, Alemanya.
Fora de la F1 va disputar moltes curses de turismes, sent un pilot molt popular pel seu estil de conducció.

## A la F1
Hans Heyer va debutar a l'onzena cursa de la temporada 1977 (la 28a temporada de la història) del campionat del món de la Fórmula 1, disputant el 31 de juliol del 1977 el G.P. d'Alemanya al circuit de Hockenheimring.
Va participar en una única cursa puntuable pel campionat de la F1, no aconseguint classificar-se per disputar la cursa i no assolí cap punt pel campionat del món de pilots.
La seva va ser una de les participacions més atípiques de la F1, ja que tot i no classificar-se per la cursa, va prendre la sortida davant la permissivitat dels comissaris i va donar diverses voltes abans de ser exclòs i desqualificat de la cursa.

## Resultats a la Fórmula 1
| Any  | Equip           | Xassís | Motor    | 1   | 2   | 3   | 4     | 5   | 6   | 7   | 8   | 9   | 10  | 11       | 12  | 13  | 14  | 15  | 16  | 17  | Posició | Punts |
| ---- | --------------- | ------ | -------- | --- | --- | --- | ----- | --- | --- | --- | --- | --- | --- | -------- | --- | --- | --- | --- | --- | --- | ------- | ----- |
| 1977 | ATS Racing Team | Penske | Cosworth | ARG | BRA | SUD | O.USA | ESP | MON | BEL | SUE | FRA | GBR | ALE Ret* | AUT | HOL | ITA | USA | CAN | JAP | -       | 0     |

* Sortida il·legal.

### Resum
| Curses: | Victòries: | Pòdiums: | Poles: | Voltes ràpides: | Punts: |
| ------- | ---------- | -------- | ------ | --------------- | ------ |
| 1 (0)   | 0          | 0        | 0      | 0               | 0      |